# 스티븐 코바세비치

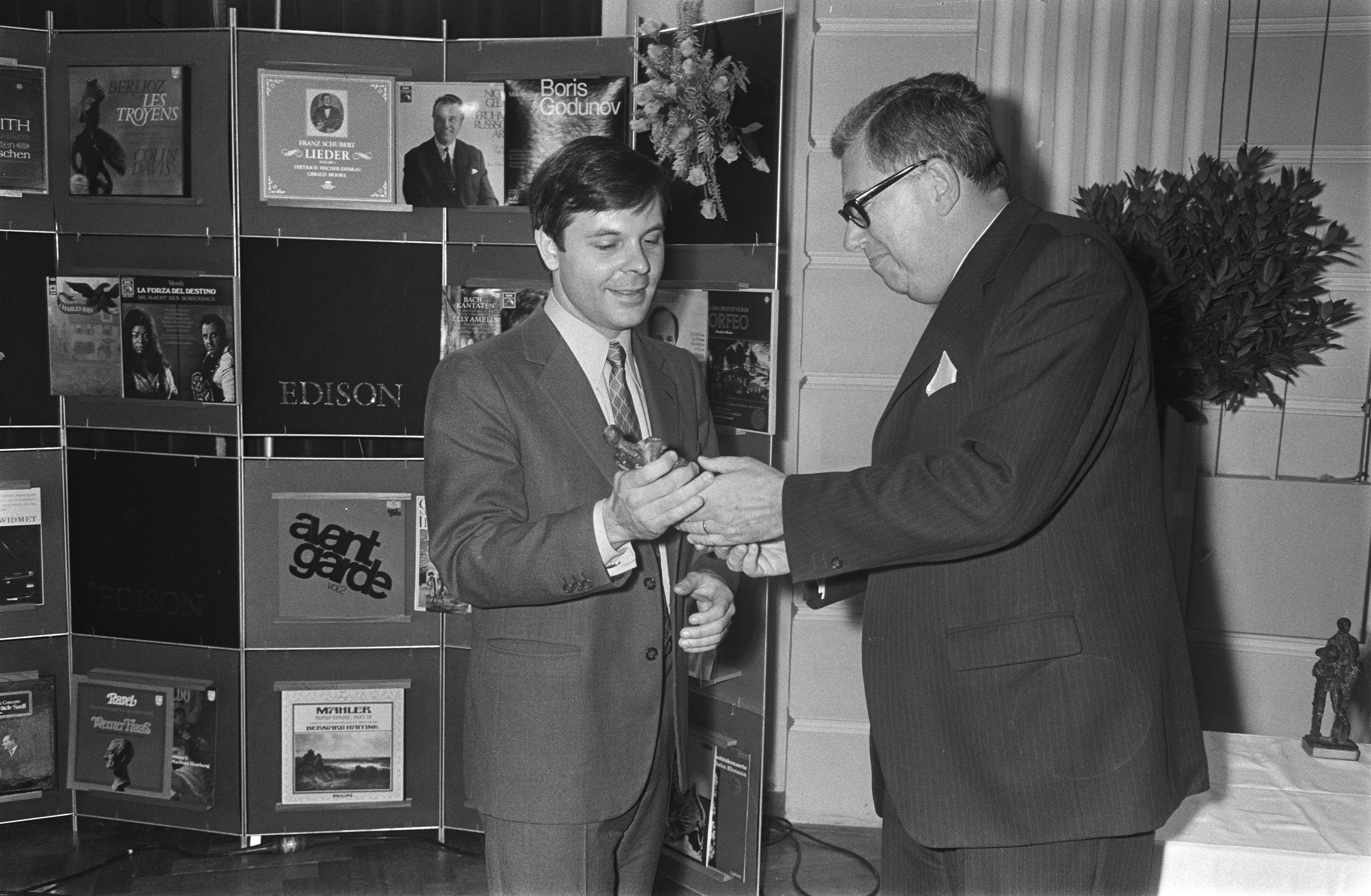
스티븐 코바세비치 (1970)

스티븐 코바세비치 (Stephen Kovacevich, 1940년 10월 17일 ~ )는 미국의 클래식 피아니스트이자 지휘자이다. 베토벤, 바르톡, 슈베르트의 작품을 녹음한 것으로 특히 유명하며, 기교, 연주의 명료함, 해석에 대한 지적인 접근으로 유명하다.
스티븐 코바세비치는 캘리포니아 주 로스앤젤레스 산 페드로에서 크로아티아인 아버지와 미국인 어머니 사이에서 태어났다. 그의 어머니가 재혼했을 때 그의 이름은 그가 초기 경력에서 사용했던 이름인 스티븐 비숍으로 바뀌었다. 그는 나중에 그가 종종 가수이자 기타리스트인 스티븐 비숍과 혼동되고 있다는 것을 발견했다. 혼란을 피하기 위해 그는 Stephen Bishop-Kovacevich로 공연을 시작했으며 나중에는 단순히 Stephen Kovacevich로 공연했다.
그는 11세에 피아니스트 콘서트 데뷔를 했다. 그런 다음 18세에 런던으로 이사하여 마이러 헤스에게 장학금을 받았고 그 이후로 런던 거주자로 현재 햄스테드에 살고 있다. 1961년 그는 위그모어 홀에서 알반 베르크의 소나타, 바흐 프렐류드와 푸가 3곡, 베토벤의 디아벨리 변주곡을 연주하여 유럽에 충격적인 데뷔를 했다. 또한 재클린 뒤 프레와 함께 영국을 여행했다. 1967년 뉴욕에 데뷔한 후 유럽, 미국, 극동, 호주, 뉴질랜드, 남미를 순회했다. 모차르트, 베토벤, 슈베르트, 브람스, 바르톡 등의 작품을 자주 연주하고 녹음했다.
1961년부터 1967년까지 Kovacevich는 소설가이자 심리 치료사인 Bernardine Wall과 결혼했다. 그들에게는 Matt Bishop 과 Foff Bishop이라는 두 아들이 있었다.
코바세비치는 마르타 아르헤리치와도 관계를 가졌다. 그들에게는 딸이 하나 있다.